# Lathrolestes clavipes
Lathrolestes clavipes är en stekelart som beskrevs av Barron 1994. Lathrolestes clavipes ingår i släktet Lathrolestes och familjen brokparasitsteklar. Inga underarter finns listade i Catalogue of Life.